# Гамбург-Алермеє
Алермеє (нім. Allermöhe) — частина району Бергедорф вільного та ганзейського міста Гамбург. Алермеє входить до складу місцевості Маршланде, приблизно за 15 кілометрів від центру Гамбурга, та за три кілометри від центру району Бергедорф.